# Heinrich Poll (Politiker)
Heinrich Poll (* 1899; † 7. Februar 1992) war ein Hürther Politiker. Er war der erste frei gewählte Bürgermeister der Gemeinde Hürth nach dem Zweiten Weltkrieg. Er war auch der einzige jemals von der Kommunistischen Partei Deutschlands (KPD) gestellte Bürgermeister der Gemeinde.

## Leben
Heinrich Poll arbeitete in Hürther Braunkohle-Tagebauen, der Grube Engelbert und der Roddergrube und war dort viele Jahre im Betriebsrat aktiv. Er war auch für die KPD im Gemeinderat der damals noch selbständigen Gemeinde Gleuel aktiv gewesen. Während der Zeit des Nationalsozialismus war er aktiv im Widerstand gegen den Nationalsozialismus. Er wurde mehrfach verhaftet und in Gefangenschaft misshandelt. 1945 befreiten ihn und weitere Mitgefangene amerikanische Soldaten aus dem Kölner Gefängnis Klingelpütz. Nach dem Krieg engagierte er sich wieder aktiv in der Hürther Lokalpolitik und wurde 1945 von der Britischen Besatzungsmacht in den Rat der Großgemeinde delegiert. In diesem erhielten die CDU als Nachfolger des Zentrums und die SPD je neun Mandate, die KPD sieben und vier waren unabhängig. 1946 wurde er mit 16 zu 11 Stimmen als Nachfolger des von den Besatzungsmächten berufenen Fritz Räcke, der auf den Posten des Gemeindedirektors wechselte, erster vom Gemeinderat gewählter Bürgermeister der Gemeinde Hürth.  Die am 15. September 1946 erste frei gewählte Gemeindevertretung wurde von der CDU mit 20 Stimmen gegen drei SPD und einen KPD-Vertreter beherrscht und wählte als Nachfolger Karl Pimpertz. Auch der Gemeindedirektor, Josef Arens (CDU), wurde neu gewählt.

## Ehrungen
Im Jahr 2001 beschloss der Rat der Stadt Hürth in Alt-Hürth eine Straße nach ihm zu benennen.